# Héctor Germán Oesterheld

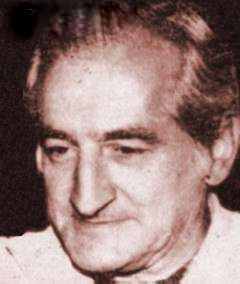
Héctor Germán Oesterheld

Héctor Germán Oesterheld, ook bekend onder de afkorting HGO, (Buenos Aires, 23 juli 1919 - verdwenen in 1977) was een Argentijns journalist en scenarioschrijver van stripboeken. Hij wordt gezien als een van de pionierende kunstenaars van de Argentijnse strips. In 1977 verdween Oesterheld. Er wordt aangenomen dat hij door de toenmalige Argentijnse regering is omgebracht.

## Biografie
Door zijn strips bekritiseerde Oesterheld de talrijke militaire dictaturen die het land belegerden in verschillende perioden variërend van 1955 tot 1983, evenals verschillende facetten van het kapitalisme, kolonialisme en imperialisme. Zijn vroege strips in de jaren 50 en jaren 60 zijn subtieler qua boodschap dan zijn latere werk van na de moord op Che Guevara in 1967 dat een meer directe benadering heeft. In 1968 schreef hij een biografisch stripverhaal van Che Guevara (in het Nederlands uitgegeven in 2011). Deze strip werd in Argentinië uit de handel genomen.
Oesterheld werkte veel samen met Alberto Breccia en Hugo Pratt. Slechts een deel van zijn omvangrijke oeuvre verscheen in het Nederlands en Engels. De meeste boeken zijn wel verkrijgbaar in het Spaans en deels ook in het Frans.
Sergeant Kirk en Ernie Pike zijn stripverhalen die hij maakte met Pratt.

### Nederlandstalig
- Ringo 1, i.s.m. Arturo del Castillo
- Ringo 2, i.s.m. Arturo del Castillo
- Ringo 3, i.s.m. Arturo del Castillo
- Mort Cinder - De Loden Ogen (Uitgeverij Zet.El) i.s.m. Alberto Breccia
- Ticonderoga i.s.m. Hugo Pratt
- Oorlogskronieken 1 i.s.m. Hugo Pratt
- Oorlogskronieken 2 i.s.m. Hugo Pratt
- Ernie Pike 1 tot en met 5 i.s.m. Hugo Pratt
- Che, i.s.m. Alberto Breccia en Enrique Breccia

### Engelstalig
- Mort Cinder, 250 pags (dikkere bundel dan de NL uitgave)

- Bibsys: 11012330
- Biblioteca Nacional de España: XX829996
- Bibliothèque nationale de France: cb11918038p (data)
- Catàleg d'autoritats de noms i títols de Catalunya: 981058508756006706
- Gemeinsame Normdatei: 134235584
- International Standard Name Identifier: 0000 0000 6639 025X
- Library of Congress Control Number: nr90011041
- Nationale Bibliotheek van Israël: 987007396365205171
- Nationale en Universitaire bibliotheek Zagreb: 000487749
- Nederlandse Thesaurus van Auteursnamen: 074637991
- Réseau des bibliothèques de Suisse occidentale: 02-A005815470
- Istituto Centrale per il Catalogo Unico: CFIV141063
- Système universitaire de documentation: 027051684
- Virtual International Authority File: 34461118
- WorldCat: E39PBJyCygwyKv7KB7tH7bQDv3